# 聖尼古拉斯 (明尼蘇達州)
聖尼古拉斯（英語：St. Nicholas）是位於美國明尼蘇達州斯特恩斯縣盧森堡鎮區的一個非建制地區。

## 地理
聖尼古拉斯所處的海拔為高於海平面362米（即1188英呎），而該地所採用的時區為UTC-6，即北美中部時區（CST）。同時該地設有夏令時間，為UTC-6調快一小時，即UTC-5（CDT）。